# Михайловка (Діяшевська сільська рада)
Миха́йловка (рос. Михайловка, башк. Михайловка) — село (у минулому присілок) у складі Бакалинського району Башкортостану, Росія. Входить до складу Діяшевської сільської ради.
Населення — 162 особи (2010; 208 у 2002).
Національний склад:
- росіяни — 81 %